# Baiona (Pontevedra)
Baiona és un municipi costaner de la província de Pontevedra, a Galícia. Pertany a la comarca de Vigo. Limita al nord amb l'oceà Atlàntic i el municipi de Nigrán, al sud amb el d'Oia, a l'est amb els de Gondomar i Tomiño i a l'oest amb l'oceà Atlàntic i el municipi d'Oia. Forma part de la comarca natural del Val Miñor, amb els municipis de Nigrán i Gondomar.
| 4.423 | 5.596 | 6.420 | 9.702 | 11.337 |
| Fonts: INE i IGE (Els criteris de registre censal variaren i les dades de l'INE i de l'IGE poden no coincidir.) |       |       |       |        |

## Parròquies
- Baíña (Santa Mariña)
- Baiona (Santa María de Fóra e Santa María)
- Baredo (Santa María)[1]
- Belesar (Sant Lourenzo)
- Sabarís (Santa Cristina da Ramallosa).

## Història
Té una gran importància històrica, ja que al març de 1493 Martín Alonso Pinzón va arribar a les costes de Baiona després del seu viatge a Amèrica convertint a aquesta vila en la primera d'Europa que va saber la notícia del descobriment del Nou Món. Per això el primer cap de setmana de març se celebra als carrers de Baiona una festa medieval anomenada A Arribada. Suposadament en la ciutat de Baiona va ser martirizada la santa Librada, també coneguda com a Santa Liberata. Va ser descanonitzada en 1969.

## Ciutats agermanades
- Santa Fe, Andalusia
- Palos de la Frontera, Andalusia
- Vila do Bispo, Portugal
- Holguín, Cuba